# Ferdinand von Wrangel

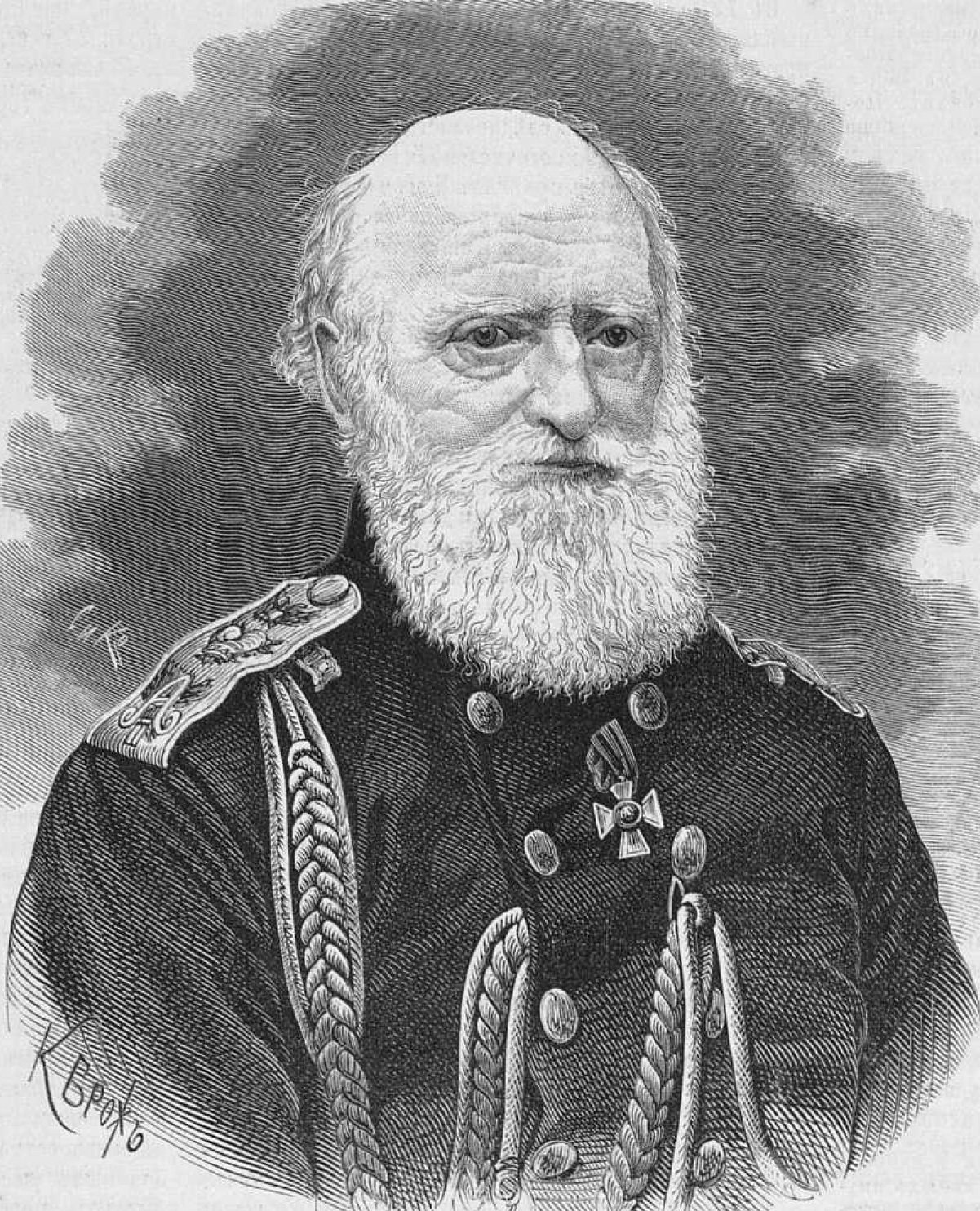
Ferdinand von Wrangel

Ferdinand Friedrich Georg Ludwig Baron von Wrangel (russisch Фердинанд Петрович Врангель / Ferdinand Petrowitsch Wrangel; * 29. Dezember 1796jul. / 9. Januar 1797greg. in Pleskau; † 25. Maijul. / 6. Juni 1870greg. in Dorpat, Livland) war ein deutschbaltischer Offizier der kaiserlich-russischen Marine, Sibirienreisender, Weltumsegler und Geograph in russischen Diensten.

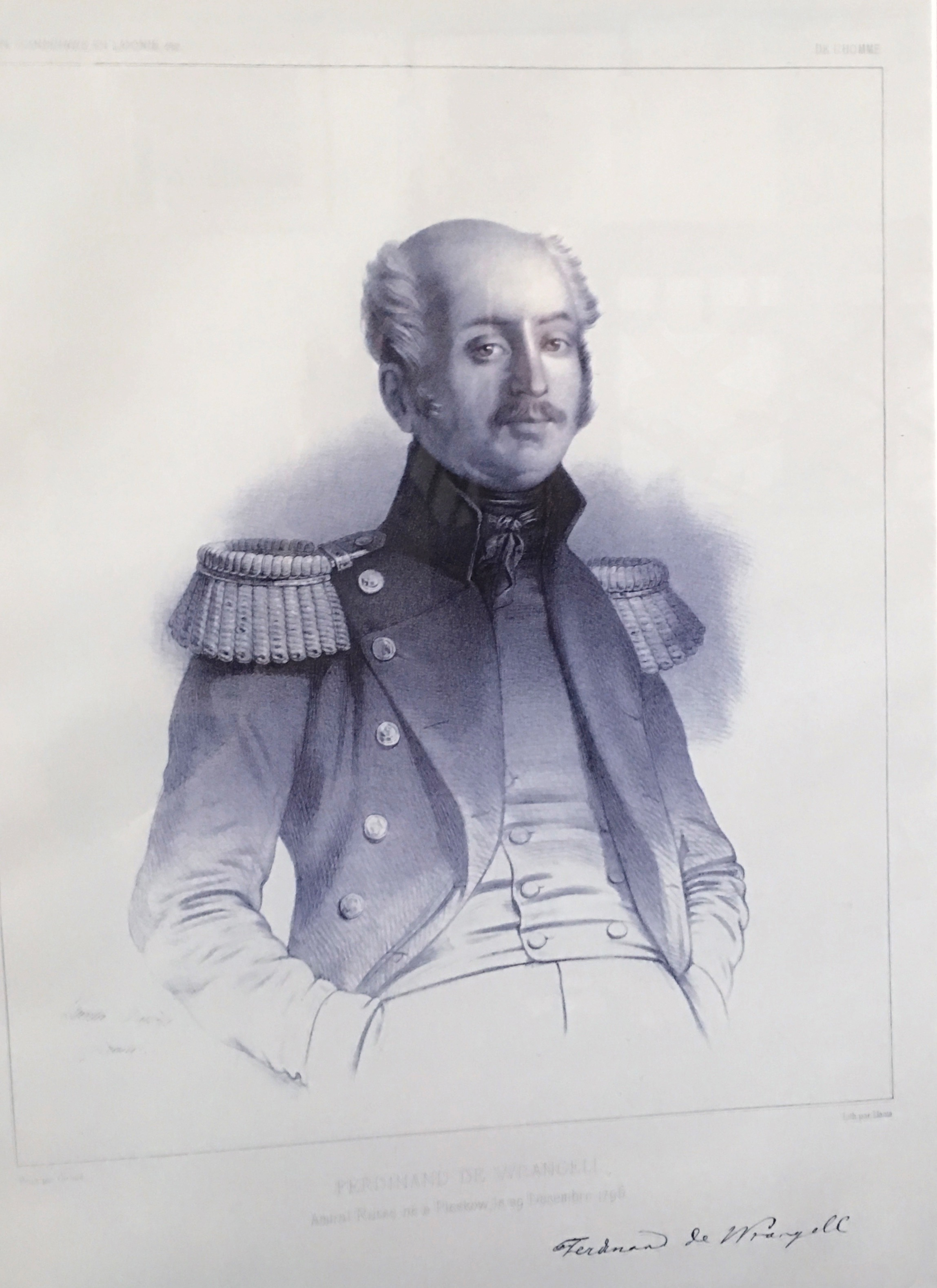
Ferdinand von Wrangel, ca. 1827

## Leben
Ferdinand von Wrangel kam als drittes von sieben Kindern des russischen Majors Peter von Wrangel (1760–1807) und dessen Frau Dorothea, geborene von Freymann (1768–1806), zur Welt. Die ersten Lebensjahre verbrachte er auf dem elterlichen Gut in Waimel-Neuhof, Estland. Ferdinand war noch keine 10 Jahre alt, als seine Mutter starb und ein halbes Jahr später auch sein Vater. Das väterliche Gut ging durch ein unglückliches Geschäft seines Vaters verloren, und Ferdinand und seine noch vier Geschwister blieben mittellos zurück. Während seine Geschwister bei Verwandten unterkamen, wurde Ferdinand auf die Seekadettenschule in St. Petersburg gegeben. Nach dem Schulabschluss nahm Wrangel von 1817 bis 1819 im Range eines Unterleutnants an der Weltumseglung Wassili Michailowitsch Golownins mit der Kamtschatka teil. Auf dieser Reise lernte er den späteren Entdeckungsreisenden Friedrich Benjamin von Lütke, mit dem ihn dann eine lebenslange Freundschaft verband, und seinen Gefährten auf künftigen Forschungsreisen Fjodor Matjuschkin (1799–1872) kennen.

### Polarreise

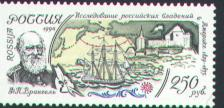
Wrangel auf einer russischen Briefmarke

Nach seiner Rückkehr wurde Wrangel von Golownin das Angebot gemacht, eine Expedition in den Norden Sibiriens zu leiten, die die Polarmeerküste östlich der Indigirkamündung neu vermessen sollte. Nördlich der Mündung der Kolyma sollte nach dem Land gesucht werden, von dem der Kosak Stepan Andrejew berichtet hatte („Andrejewland“). Nachdem Wrangel seine Kenntnisse auf dem Gebiet der Geowissenschaften an der Kaiserlichen Universität Dorpat, unter anderem bei dem Astronomen und Geodäten Wilhelm Struve, vertieft hatte, brach er im Frühjahr 1820 mit Matjuschkin und vier weiteren Männern auf. Auch Ilja Bereschnoi und Pjotr Anjou gehörten der Expedition an. Innerhalb von 224 Tagen erreichten sie Nischnekolymsk, wo die Expedition ihr Hauptquartier einrichtete. Von hier aus unternahmen Wrangel und Matjuschkin in den folgenden Jahren vier ausgedehnte Hundeschlittenreisen über das Meereis nach Norden und an der Küste entlang nach Osten. Bis 1824 wurden unter schwierigen Bedingungen hydrografische, meteorologische, magnetische und andere wissenschaftliche Beobachtungen vorgenommen. Neben einer genauen Kartierung der Küste und der Bäreninseln konnte Wrangel den Nachweis erbringen, dass das Andrejewsche Land nicht existiert. Nach Auskünften der einheimischen Tschuktschen trug er in seine Karte aber weiter östlich die Insel ein, die heute seinen Namen trägt, ohne dass er diese selbst gesehen oder gar betreten hatte.

### Weitere Karriere
In den Jahren 1825 bis 1827 unternahm er in Marinediensten und wiederum in Begleitung Matjuschkins eine Reise mit der Brigg Krotki nach Kamtschatka. Nach seiner Rückkehr wurde Wrangel 1829 zum Generalgouverneur des damaligen Russisch-Amerika (heute Alaska) berufen. Nach mehr als einjähriger Landreise durch Sibirien bis an das Ochotskische Meer setzte er im Sommer 1830 mit dem Schiff nach Sitka über. Die Rückreise 1835 verlief über Kalifornien, Mexiko und New York, womit er die Erde das dritte Mal umrundet hatte. Wieder in der Heimat, wurde Wrangel zum Konteradmiral befördert und 1837 mit dem Orden des Heiligen Georg vierten Grades dekoriert. Von 1840 bis 1847 war er ein Direktor der Russisch-Amerikanischen Kompagnie in St. Petersburg (ab Dezember 1844 Direktoriumsvorsitzender als Nachfolger Iwan Prlokofjews). 1846 schickte er eine kleine Expedition unter der Leitung Alexander Gawrilows von Nowo-Archangelsk zur Amur-Mündung, um die Schiffbarkeit dort zu prüfen und Fahrwasser-Routen zu erschließen. Wrangel war 1845 Mitbegründer der Russischen Geografischen Gesellschaft. 1847 wurde Wrangel zum Vizeadmiral befördert und zum Direktor des Departments für Schiffsbauwälder ernannt. 1849 ließ er sich in den Ruhestand versetzen und zog sich auf sein Landgut Ruil (estnisch: Roela) zurück.
Nach dem Tod seiner Ehefrau Elisabeth, geborene Baronin Rossillon (1810–1854), mit der er neben weiteren die Söhne Wilhelm (1831–1894) und Ferdinand (1844–1919) hatte, kehrte er in den aktiven Militärdienst zurück, um Russland im Krimkrieg zur Verfügung zu stehen. Er wurde Direktor des hydrografischen Departments und nach wenigen Monaten Seeminister. 1855 wurde er Ehrenmitglied der Russischen Akademie der Wissenschaften. Gesundheitlich angeschlagen ließ er sich 1857 von Albrecht von Graefe in Berlin behandeln. Er schied im Range eines Admirals bei der Marine aus und wurde Mitglied des Russischen Reichsrats. Vehement wandte er sich gegen einen Verkauf Alaskas an die Vereinigten Staaten, der 1867 dennoch zustande kam. Wrangel hatte schon 1864 „Urlaub auf unbestimmte Zeit“ genommen. 1870 starb er in Dorpat.
1856 wurde er korrespondierendes Mitglied der Académie des sciences.
Nach Ferdinand von Wrangel sind der 4.317 m hohe Vulkan Mount Wrangell und die Wrangell Mountains in Alaska sowie die Wrangelinsel (die Schreibweise „Wrangell“ wurde erst später üblich) im Nordpolarmeer benannt.

## Werke
- Ferdinand v. Wrangel, Georg Friedrich v. Parrot: Physikalische Beobachtungen des Capitain-Lieutenant Baron v. Wrangel während seiner Reisen auf dem Eismeere in den Jahren 1821, 1822 und 1823. G. Reimer, Berlin 1827.
- Ferdinand v. Wrangel, Georg Engelhardt, Carl Ritter: Reise des kaiserlich-russischen Flotten-Lieutenants Ferdinand v. Wrangel längs der Nordküste von Sibirien und auf dem Eismeere in den Jahren 1820 bis 1824. Verlag der Voss’schen Buchhandlung, Berlin 1839 (eingeschränkte Vorschau in der Google-Buchsuche).
- Ferdinand v. Wrangel, Carl-Ernst v. Baer: Statistische und ethnographische Nachrichten über die russischen Besitzungen an der Nordwestküste von Amerika gesammelt von dem ehemaligen Oberverwalter dieser Besitzungen, Contre-Admiral v. Wrangell. Kaiserliche Akademie der Wissenschaften, St. Petersburg 1839.